# مخیتار گش
مخیتار گُش (ارمنی: Մխիթար Գոշ; زاده ۱۱۳۰ – درگذشته ۱۲۱۳) یک پژوهشگر، نویسنده، چهره اجتماعی، متفکر، و کشیش ارمنی بود. وی یکی از نمایندگان رنسانس ارمنی بود.

## زندگی
وی در سالِ ۱۱۳۰ میلادی در گاندزاک به دنیا آمد. مخیتار گُش را تدوین‌کننده نخستین قانون کیفری جهان (قانون مدنی و شرعی) دانسته‌اند که وی آن را در کتابی تحت عنوان «کتاب قانون» در سال ۱۱۸۴ میلادی نگاشت. این قوانین در ارمنستان بزرگ، پادشاهی ارمنی کیلیکیه و پادشاهی لهستان به کار برده می‌شد. وی همچنین در ساخت بنای صومعه گوشاوانک مشارکت داشت وی در سال ۱۲۱۳ میلادی در گش درگذشت و در همان‌جا نیز به خاک سپرده شد. مخیتار گش تعدادی نیز داستان‌های اخلاقی نگاشته است.